# NGC 806-1
NGC 806-1 (другие обозначения — MCG -2-6-21, KUG 0201-101, IRAS02010-1010, PGC 7835) — спиральная галактика (Sc) в созвездии Кит.
Этот объект входит в число перечисленных в оригинальной редакции «Нового общего каталога
Вместе с NGC 806-2 является частью одной галактики — NGC 806. NGC 806-1 и NGC 806-2 являются либо сталкивающимися галактиками, либо результатом их столкновения.